# Dreams of Sanity
Dreams of Sanity – grupa pochodząca z Austrii, grająca gothic metal. Powstała w 1991 roku, działalność zakończyła w 2002. Wydała 3 albumy.

## Historia
Na początku zespół tworzyło trio – zespół w kwietniu 1991 roku utworzył Christian Marx (gitara i komponowanie), Michael Knoflach (gitara basowa, liryka) oraz Hannes Richter (perkusja). Latem 1992 roku dołączył do nich pierwszy wokalista Gudrun Gfrerer oraz grający na instrumentach klawiszowych Florian Razesberger i razem już jako Dreams of Sanity pogrywali w piwnicy domu rodziców Michaela. 
Zimą 1993 zespół opuścił Richter, którego zastąpił Romed Astner, dołączył również Sefan Manges, którego miejsce było za klawiszami. Głównymi wokalistkami zespołu zostały Sandra Schleret oraz Martina Hornbacher, dzięki którym udało się nagrać pierwsze demo w maju 1994 roku (wydawca Fleischorgelstudios of Christoph Niederwieser, Korova). Tego samego roku w grudniu Ratzesberger został zastąpiony przez Andreasa Wilauera na gitarze. 
Zespół podpisał kontrakt w wytwórnią Hall of Sermon 6 kwietnia 1997 roku. Wytwórnia zainteresowała się zespołem po usłyszeniu utworu "Komödia I" oraz "Dark Winter Nights", których nagranie zostało sfinansowane przez samych członków zespołu. Zespół koncertował razem z Lacrimosa, The Gathering, Sentenced i D-Age. Pełnometrażowy album Komodia został wydany w listopadzie w 1997 roku, zarejestrowany został w Zero-Point Studios (Robert Romagna, Kramsach, Austria), później dopracowany w Impuls Studios w Hamburgu.
Latem 1997 roku zespół zakończył współpracę z Martiną oraz Astnerem (kłótnie pod kątem muzycznym i osobistym). Zespół opuścił również Manges, do zespołu dołączył Frédéric Heil. 25 stycznia 1999 roku wydany został album Masquerade, a 15 września 2000 roku The Game (problemy z dystrybucją w Niemczech). Po nagraniu The Game Obexera zastąpił  Patrick Schrittwieser (perkusja). Wkrótce w miejsce  Heila do zespołu wszedł Florian Steiner.
Zespół rozpadł się na wiosnę 2002 roku po rozstaniu się z ich wydawnictwem płytowym.

## Muzycy

### Ostatni znany skład
- Sandra Schleret - wokal (1994–2000), (2001–2002)
- Christian Marx - gitara elektryczna (1991–2002)
- Andreas Wildauer - gitara elektryczna (1994–2002)
- Michael Knoflach - gitara basowa (1991–2002)
- Florian Steiner - perkusja (2000–2002)
- Patrick Schrittweiser - instrumenty klawiszowe (1999–2002)

### Byli członkowie zespołu
- Martina Hornbacher-Astner - wokal (1994–1997)
- Hannes Richter - perkusja (1991–1993)
- Gudrun Gfrerer - wokal (1992–1993)
- Birgit Moser - wokal (1993–1994)
- Florian Ratzezberger - gitara elektryczna (1992–1994)
- Stephan Manges - instrumenty klawiszowe (1993–1997)
- Romed Astner - perkusja (1993–1997)
- Harald Obexer - perkusja (1997–1999)
- Frederic Heil - instrumenty klawiszowe (1997–2000)
- Barbara Peer - wokal (2000–2001)

## Dyskografia
- 1994 demo - limit 50 kopii
- 1996 demo
- 1997 Komodia -  duet Martiny i Sandry
- 1999 Masquerade
- 2000 The Game